# Palinsesto
Il palinsesto, nel settore dei mass media e in particolare della televisione e della radio, è l'insieme delle trasmissioni programmate da una emittente per un certo periodo (un giorno, una settimana, un mese, un trimestre, …). Solitamente il palinsesto indica l'ora di messa in onda, il titolo e il tipo di ogni singolo programma, più eventuali informazioni accessorie. In Italia tipicamente il palinsesto è ideato dal direttore di rete.
Se si considera invece la televisione o la radio come un dispositivo che offre la disponibilità tecnologica per un'emissione continua di messaggi audio/visivi, «il palinsesto è definibile come la sequenza temporale dei messaggi offerta dall'emittente a tutti i possessori dell'apparecchio sintonizzati su una data frequenza».

## Storia del termine

### Significato originale ed etimologia
Il termine palinsesto nel linguaggio dei filologi si riferisce al codice di pergamena su cui, raschiata la prima scrittura, si può scrivere un nuovo testo (dal greco palímpsestos da ‘palin psaomai’ che vuol dire "raschiato di nuovo"). Il termine divenne famoso quando il filologo Angelo Mai (1782-1864) trovò, tra i palinsesti della Biblioteca Vaticana, testi di Frontone e Cicerone, in particolare il De re publica. Per analogia, il termine è passato a indicare lo schema dei programmi, forse perché anch'esso soggetto a continue cancellazioni e riscritture.

## Il processo di costruzione del palinsesto

### Il piano pluriennale
Si stabiliscono per più anni alcuni parametri di base, che sono i generi televisivi, le ore di trasmissione per singola tipologia televisiva e per le diverse fasce orarie nonché l'utilizzo di prime trasmissioni e di repliche. Sulla base del piano pluriennale si orientano le politiche editoriali di produzione e di acquisto.
Gli elementi base del palinsesto pluriennale sono:
- Linee Editoriali: strategia di programmazione e di comunicazione per individuare valori e contenuti anche attraverso il perseguimento di un posizionamento dei brand di rete.
- Analisi dei Trend Socio-Culturali, dei Gusti, dei Consumi e del Mercato Potenziale (ricerche di mercato): ricerche di mercato e analisi dati d'ascolto definiscono il contesto ambientale (trend socio-culturali e abitudini di comportamento degli individui) e competitivo di riferimento (trend di offerta e consumo televisiva per genere).

### Il piano annuale
A livello annuale si presenta un piano di trasmissione dettagliato in cui tutto torna (ore di trasmissione, budget, …). È necessario definire i generi e (ove possibile) dei titoli da inserire nel palinsesto. Bisogna calibrare il posizionamento delle reti in relazione alle linee editoriali e definire lo schema d'offerta in modo da compatibilizzarlo con l'offerta del sistema.

### I periodi televisivi e quelli di garanzia
L'anno televisivo si suddivide in quattro grandi categorie: il periodo invernale (dai primi di dicembre a metà febbraio); il periodo di garanzia primaverile (da metà febbraio a maggio); il periodo estivo (da giugno a metà settembre); il periodo di garanzia autunnale (da metà settembre a novembre). Questa suddivisione trova conferma dalle politiche commerciali delle principali società concessionarie della raccolta pubblicitaria, quali Publitalia e Sipra.
Poiché i periodi di garanzia sono i più interessanti sotto il profilo commerciale per il marcato interesse degli investitori pubblicitari, i programmi di maggiore valore economico e di prima programmazione vengono trasmessi dai canali televisivi tra febbraio e maggio e tra settembre e novembre. Questa logica vale soprattutto per le emittenti private, che vivono unicamente grazie alla raccolta pubblicitaria, mentre il servizio pubblico televisivo (la Rai) cerca di mantenere elevato il valore della programmazione anche nei periodi di minore interesse commerciale sebbene debba tenere conto che il 45% circa delle proprie entrate si riferisce alla pubblicità.
Tra dicembre e gennaio e nel periodo estivo generalmente vi è un abbondante uso da parte delle reti televisive di prodotto ad "utilità ripetuta" (film, fiction) soprattutto in replica a scapito della "utilità immediata" (i programmi di produzione quali l'intrattenimento, il reality, l'approfondimento, i talk show, ...) e dei programmi inediti.
La pianificazione dell'offerta televisiva tiene dunque conto di questa suddivisione temporale per la preparazione dei diversi generi televisivi, con l'ausilio di
ricerche ed analisi di mercato di tipo quantitativo e qualitativo.
Tra queste si ricordano le ricerche:
- Quantitative: rilevano, cioè, i comportamenti di incontro tra domanda e offerta (scelta di visione, gradimento generale, adesione, rifiuto, ecc) in tutte le componenti oggettive (chi le compie, con che frequenza, ...). Esempi:
  - Rilevazioni continuative sulla programmazione quotidiana: dati Auditel;
  - Rilevazioni ad hoc: test di gradimento dopo la messa in onda dei programmi, name test.
- Qualitative: approfondiscono la logica e le motivazioni del soggetto nei confronti dell'offerta. Rivelano le cause e le variabili che determinano i comportamenti (il vissuto, le attese, I bisogni). Definiscono gli elementi per intervenire.

Esempi:
- Test di prodotto su numeri zero o puntate pilota

### Il piano settimanale
L'impaginazione dello "schema settimanale" comporta la definizione di dettaglio giornaliero e per ciascuna fascia oraria (con particolare riguardo per il prime time) con due settimane di anticipo sulla programmazione. 
Chiusi gli schemi di dettaglio, vengono inviati ai settimanali per poi fare gli ultimi aggiornamenti in funzione dei sistemi di controprogrammazione (es. la scelta del titolo del film) a livello di dati d'ascolto assoluto e di analisi di target lavorando principalmente sulle due variabili usate da tutti i network: sesso/età. L'altra cosa molto importante quando ci si trova nella fase della costruzione del palinsesto settimanale è che bisogna conoscere bene chi sono gli "avversari". Due settimane prima della nascita del palinsesto settimanale bisogna effettuare delle stime d'ascolto, cioè prevedere la percentuale di share raggiunta da tutti i programmi della settimana, con particolare attenzione alla fascia prime time.
La compilazione del palinsesto, in questa fase della programmazione, prevede la definizione dei titoli e dei tempi dei programmi, in modo da poter procedere agli "incastri" necessari:
- nel Day Time si ripete, sostanzialmente, lo schema previsto nel palinsesto "stagionale", salvo eccezioni contingenti (eventi straordinari di attualità, sport, etc.);
- nel prime time è fondamentale la messa a punto delle singole giornate con una scelta accurata dei titoli e delle scalette da programmare.

### Il piano quotidiano
Si tratta di una fase operativa durante la quale si procede al monitoraggio quotidiano della programmazione con un costante processo di messa a punto dello schema di messa in onda.

### Il giorno dopo
Il giorno dopo si analizzano i dati d'ascolto attraverso un'analisi comparata di tutte le reti televisive divise per ore in questa maniera si verificano i risultati raggiunti e si formulano nuove ipotesi di strategie di programmazione.

## Il futuro dei palinsesti
Per quanto riguarda il futuro dei palinsesti, gli studiosi del genere non credono che ci potrebbero essere grosse differenze rispetto a quello che c'è adesso nelle reti generaliste.
Ma nel futuro della televisione non ci sono solamente le TV generaliste, ma anche nuovi livelli di televisione come le TV tematiche che sono dotate di palinsesti monogenere e poi ci sono anche i sistemi di pay per view o video on demand che danno allo spettatore la possibilità di costruirsi i propri palinsesti.

## Le raccolte di palinsesti
Le raccolte di palinsesti televisivi pubblicati sui quotidiani e sulle riviste d'epoca sono fondamentali per permettere la ricostruzione di una storia della televisione per gli anni anteriori all'affermarsi del duopolio Rai-Mediaset.
Per quello che riguarda la Rai, lo strumento principale è il Radiocorriere TV, che tuttavia si decise a fornire i programmi completi delle Tv nazionali private solo nel 1994, alla vigilia della sua crisi irreversibile.
Più difficile è il compito per le emittenti locali, in quanto l'indicazione delle loro programmazioni sui quotidiani è solo sporadica e poco affidabile. Tra le riviste è importante TV Sorrisi e Canzoni che ha, però, una particolare attenzione solo agli spettacoli musicali e di intrattenimento e una collocazione geografica sbilanciata sulle aree dell'Italia settentrionale.
Nelle singole città fu poi un fiorire di iniziative editoriali: normalmente riviste, formato inserto e di basso costo, preziose soprattutto come documento storico.
Per l'epoca successiva i quotidiani riproducevano giornalmente le programmazioni delle televisioni di carattere nazionale, mentre si affidavano, per lo più, solo ad inserti settimanali per quello che riguardava le televisioni locali.

## Gli studi sui palinsesti televisivi
Gli studi a livello scientifico più approfonditi sui palinsesti televisivi sono stati compiuti da C.A.R.E.S., Cooperativa di analisi e rilevazione economiche e sociali, in collaborazione con l'Università degli Studi di Pavia, le Università Iulm e Cattolica di Milano, nonché con Ministeri, Eni, Cnel e Abacus. Si occupa di alcuni aspetti della comunicazione mediatica ed ha un lungo rapporto di collaborazione con la Rai. I dati dell'Osservatorio vengono utilizzati dalla Commissione Parlamentare di Vigilanza sulla RAI..
I limiti delle ricerche dell'Osservatorio di Pavia sono da un lato quello cronologico (i dati partono dal 1994) e dall'altro quello geografico perché, per quello che riguarda le televisioni locali, gli studi si limitano all'area lombarda o comunque padana.  Esemplare, comunque resta lo studio svolto, per conto del Corecom Lombardia sui palinsesti di quattro Tv lombarde: Antennatre Telelombardia Telenova Telereporter 
Tra gli autori di pubblicazioni specialistiche, Joseph Baroni nel Dizionario della Televisione, I programmi della televisione commerciale dagli esordi ad oggi dichiara come proprie fonti Tv Radiocorriere e Tv Sorrisi e Canzoni.
Dotto e Piccinini come fonti del proprio libro Il Mucchio selvaggio, oltre al precitato archivio di Tv Sorrisi e Canzoni, indicano anche l'archivio della rivista milanese Millecanali e l'archivio on line della rivista romana Scelta Tv, con gli altrimenti introvabili palinsesti delle Tv locali laziali del periodo 1977/1983.